# Gálffy László
Gálffy László (1970 –) történész, a Károli Gáspár Református Egyetem docense, a Szegedi Tudományegyetem címzetes egyetemi tanára.

## Életpályája
Középfokú tanulmányai befejezése után a szegedi József Attila Tudományegyetemen szerzett mesterképesítést, előbb 1994-ben mint történelem–francia szakos tanár, majd 1999-ben mint régész dolgozott. 1996 után az Angers-i Egyetem vendéghallgatója volt.
Előbb a Szegedi Tudományegyetemen helyezkedett el, majd 2009-től a Károli Gáspár Református Egyetem Medievisztika Tanszékén kezdett el tanítani, ahol jelenleg is mint docens oktat. Ezzel párhuzamosan azonban továbbra is az SZTE BTK Középkori Egyetemes Történeti Tanszékének meghívott óraadója.
2001 óta tagja a CERHIO-Angers, Franciaországban tevékenykedő kutatócsoportnak. 2005-ben az Angers-i Egyetemen megvédte PhD doktori értekezését. 2021-ben habilitált az Eötvös Loránd Tudományegyetemen. 2022-től a Károli Gáspár Református Egyetem Medievisztika Tanszékének vezetője. 2023-ban a Szegedi Tudományegyetemen címzetes egyetemi tanári címmel tüntették ki. 
Kutatási területei:
- A középkori Franciaország társadalom- és várostörténete[1]
- A Loire- és a Duna-vidék régiótörténete[3]

## Monográfiái
- Angers aux 13e siècle. Développement urbain, structures économiques et sociales (2007)
- Angers au XIIIe siècle. Développement urbain, structures économiques et sociales (2013)
- Anjou és grófjai. A politikai területformálódás útjai és sajátosságai Franciaországban (9–13. század) (2020)